# Херкулес (филм, 2014)
Вижте пояснителната страница за други значения на Херкулес.
„Херкулес“ (на английски: Hercules) е американски 3D приключенски филм, режисиран от Брет Ратнър, с участието на Дуейн Джонсън, Иън Макшейн, Рийс Ричи, Джоузеф Файнс, и Джон Хърт.
Във филма с малка роля участва и българката Ирина Константинова.

## В България
В България филмът е излъчен на 26 февруари 2017 г. по „Нова Телевизия“ с български войсоувър дублаж.